# Betwixt
 (décembre 2014).
Si vous disposez d'ouvrages ou d'articles de référence ou si vous connaissez des sites web de qualité traitant du thème abordé ici, merci de compléter l'article en donnant les références utiles à sa vérifiabilité et en les liant à la section « Notes et références ».
Betwixt est un téléfilm américain réalisé par Elizabeth Chandler et diffusé en 2010.

## Distribution
- Austin Butler : Cameron Brower
- Josh Bowman : Luke
- Jessy Schram : Morgan Brower
- Blair Redford : Moth